# Coliques (équidés)
Le nom de coliques désigne, chez les équidés, un syndrome regroupant différentes affections touchant majoritairement le système digestif, mais pouvant aussi être extra-digestives, et souvent mortelles. Elles constituent la première cause de mortalité équine et sont un motif urgent de consultation vétérinaire, la mort pouvant survenir en quelques heures dans les cas les plus graves. Les coliques peuvent être dues à des causes multiples, dont le stress, la douleur, le parasitisme et l'alimentation.
En fonction de la localisation anatomique de la lésion, on distingue les coliques extra-abdominales des coliques abdominales. Ces dernières peuvent aussi bien être digestives qu'extra-digestives (torsion utérine, rupture vésicale). Les coliques digestives sont classées selon leur cause : obstruction (intussusception, hernie étranglée, volvulus, coprostase...), iléus, occlusion, inflammation...

## Causes
Les chevaux sont naturellement vulnérables aux coliques en raison de la conformation de leur intestin, flottant, et de leur sensibilité au stress et à la douleur. Les causes possibles sont multiples et peuvent s'additionner. Différents facteurs de risques ont été définis, dont les vices d'écurie, la vie en box, les antécédents d'autres coliques, le parasitisme et le mode d'alimentation. Tout changement dans le mode de vie du cheval (qu'il concerne l'alimentation, l'activité ou l'hébergement) peut devenir un motif de coliques.  Un pré trop riche ou surpâturé (ingestion de terre) constitue aussi un facteur de risque. Les coliques sont plus fréquentes l'hiver en raison des contraintes climatiques. Le parasitisme semble être la cause dominante.
La colique d'eau est causée par l’absorption trop rapide d'eau froide après un travail intense ou par temps chaud.

## Prévention
Pour éviter les coliques, il convient de nourrir les chevaux régulièrement et en petite quantité, et de leur donner un accès illimité à de l'eau propre : un certain nombre de coliques ont été déclenchées à cause de sacs de nourriture laissés par inadvertance à la portée des chevaux, lesquels ont mangé en trop grande quantité. Les changements d'alimentation doivent être progressifs, par incorporation du nouvel aliment à l'ancien sur une durée de 4 à 8 jours. Une remise à l'herbe progressive après la fin de l'hiver limite aussi le risque. Les chevaux qui vivent en box doivent être sortis tous les jours et avoir accès à du foin et à de la paille pour limiter leur ennui et pouvoir s'occuper. La vermifugation et la visite du dentiste équin limitent également les risques de colique, une mauvaise usure des dents pouvant conduire des aliments mal mâchés à créer un bouchon intestinal.

## Signes cliniques
Pendant des coliques, le cheval présente des spasmes digestifs réactionnels. Il a tendance à rester couché, à se rouler, il se montre abattu, refuse toute nourriture, sue, présente un rythme cardiaque élevé, gratte le sol et regarde son ventre. L'absence de bruits intestinaux et de crottins frais peut être un signe. On distingue les coliques d'obstruction (causées par un bouchon de nourriture dans l'intestin), les indigestions, les coliques de stase (dues à une production excessive de gaz), les coliques d'eau et les torsions, la forme la plus grave. Une torsion de l'intestin se produit lorsque ce dernier s'enroule sur lui-même et bloque le transit : la mort survient en quelques heures.

## Soins
Les coliques constituent une affection sérieuse dont les complications peuvent être très graves ; elles constituent même la première cause de mortalité équine. Elles génèrent toujours une douleur violente pour l'équidé et mènent rapidement à des complications fatales si elles ne sont pas soignées : arrêt du transit intestinal, congestion, nécrose, choc nerveux, péritonite, septicémie ou entérotoxémie.